# Hải châu
Hải châu, Rau heo, Sam biển (danh pháp hai phần: Sesuvium portulacastrum) là một loài sam biển, đây là loài cây lâu năm thân thảo mọc bò khắp phần lớn thế giới.

## Mô tả
Cây cao đến 30 xentimét (12 in) với thân dày và mềm dài 1 mét (3,3 ft). Cây phân nhánh nhiều, thường màu hồng, có những điểm chấm màu trắng, có rễ ở các mắt. Lá có phiến hình dầm, dài 1,5 – 5 cm, chóp tù, mập, dày, không lông. Hoa nhỏ, mọc đơn độc ở nách lá, màu hồng; nhị 30 - 35; bầu 3 ô. Quả hạp có nắp xoan hay thuôn; hạt nhiều, hình trứng, màu đen.

## Phân loại
Nó được mô tả lần đầu với danh pháp Portulaca portulacastrum bởi Carl Linnaeus năm 1753. Sáu năm sau Linnaeus chuyển nó và chi Sam biển (Sesuvium), và nó vẫn giữ danh pháp đó từ đó, với ngoại lệ của một nỗ lực không thành công năm 1891 bởi Otto Kuntze để chuyển các loài này vào một chi mới Halimus portulacastrum.

## Phân bố
Nó mọc ở đất sét cát, đá vôii và sa thạch ven biển, đồng bằng thủy triều và đầm lầy mặn, hầu như khắp thế giới. Nó bản địa châu Phi, châu Á, Australia, châu Mỹ và đã được du nhập vào nhiều nơi không phải là xứ bản địa của nó.